# Verwaltungsgebäude des Brandenburgischen Knappschaftsvereins

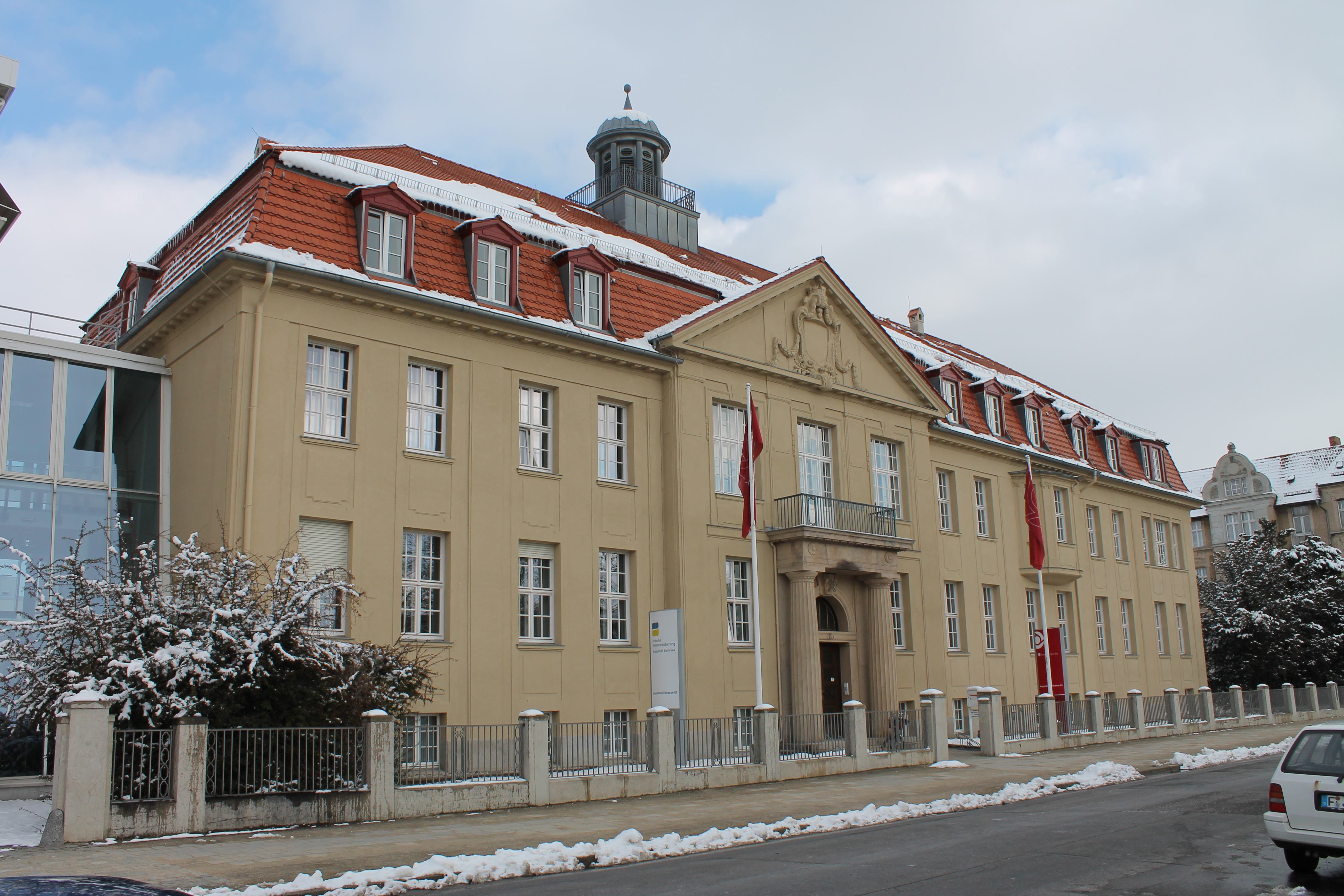
Verwaltungsgebäude (2013)

Das Verwaltungsgebäude des Brandenburgischen Knappschaftsvereins ist ein unter Denkmalschutz stehendes Gebäude in der Stadt Cottbus in Brandenburg. Es befindet sich in der August-Bebel-Straße im Cottbuser Stadtteil Mitte, unmittelbar nördlich des Schillerplatzes.

## Geschichte und Architektur
Der Brandenburgische Knappschaftsverein, eine Versicherungsgesellschaft für Bergleute, verlagerte seinen Sitz im Jahr 1911 von Guben nach Cottbus. Dafür wurde das Verwaltungsgebäude neu gebaut, der Bau erfolgte unter Leitung des Architekten und Maurermeisters Otto Nickel. Nach dem Zweiten Weltkrieg war das Gebäude bis 1959 Sitz der sowjetischen Kommandantur. Von 1961 bis zur Wiedervereinigung war der Rat der Stadt Cottbus in dem Gebäude ansässig und von 1990 bis 1993 war das Haus Sitz des Cottbuser Stadtarchivs und des Stadtmuseums. Mitte der 1990er Jahre wurde das Verwaltungsgebäude von der Bundesknappschaft gekauft. Nach dem Kauf wurde das Gebäude saniert und seit der Fertigstellung der Arbeiten im Jahr 2000 war zunächst die Bundesknappschaft und seit 2005 ist deren Nachfolgeorganisation Deutsche Rentenversicherung Knappschaft-Bahn-See in dem Gebäude ansässig.
Das Verwaltungsgebäude ist ein neubarock-neuklassizistischer Putzbau mit L-förmigem Grundriss, zwei Geschossen und einem Mansarddach. Das Dach wird von einem Dachreiter bekrönt. Die Fassade wird durch Lisenen in den Fensterachsen gegliedert. Der Eingangsrisalit hat einen Dreiecksgiebel mit einer Kartusche mit dem Cottbuser Stadtwappen im Giebelfeld. Auf der Rückseite weist das Gebäude Treppenhausanbauten, Balkone und unterschiedliche Fensterformen auf. Im Gebäudeinneren sind der Festsaal sowie Gestaltungselemente wie die Stuckdecken sowie Türen und Fenster aus der Bauzeit erhalten.